# Turismul în Australia

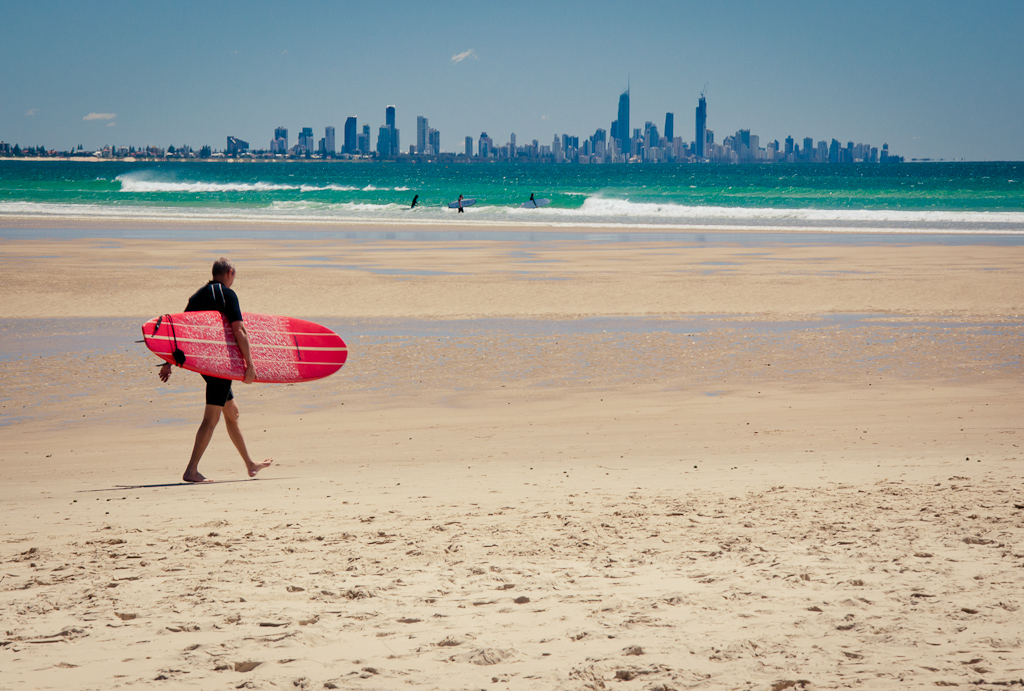
Surfer pe Gold Coast.

Turismul în Australia reprezintă o componentă importantă a economiei Australiei. În anul fiscal 2014-2015, turismul a reprezentat 3% din PIB-ul Australiei, contribuind cu $47,5 miliarde de dolari australieni la economia națională.
Turismul este foarte bine dezvoltat mai ales în timpul verii australiene (decembrie-februarie). Turismul se bazează pe atracțiile turistice din marile orașe, dar și pe cele din locurile mai puțin accesibile cum ar fii cele din deșert unde se poate ajunge cu avionul în cazul în care există un oraș în apropiere care dispune de aeroport sau cu trenul ori mașina.

## Turiști străini
| Țară                                   | 2000      | 2005      | 2013      | 2014      | 2015      |
| -------------------------------------- | --------- | --------- | --------- | --------- | --------- |
| Noua Zeelandă                          | 817.000   | 1.098.900 | 1.192.800 | 1.241.400 | 1.309.900 |
| China                                  | 120.000   | 285.000   | 708.900   | 839.500   | 1.023.600 |
| Regatul Unit                           | 580.400   | 708.800   | 657.600   | 652.100   | 688.400   |
| Statele Unite                          | 488.100   | 446.300   | 501.100   | 553.000   | 609.900   |
| Singapore                              | 285.700   | 266.100   | 339.800   | 372.100   | 395.800   |
| Japonia                                | 721.000   | 685.300   | 324.400   | 326.500   | 335.500   |
| Malaezia                               | 152.100   | 166.000   | 278.100   | 324.500   | 338.800   |
| Coreea de Sud                          | 157.400   | 250.500   | 197.500   | 204.100   | 230.100   |
| Hong Kong                              | 154.100   | 159.500   | 183.500   | 201.600   | 219.700   |
| India                                  | n/a       | n/a       | 168.600   | 196.600   | 233.100   |
| Total                                  | 4.931.400 | 5.499.100 | 6.382.000 | 6.868.000 | 7.428.600 |
| Sursă: Australian Bureau of Statistics |           |           |           |           |           |